# Fender Stratocaster
A Fender Stratocaster, também conhecida no Brasil como Strato, é um modelo de guitarra elétrica criada por Leo Fender em 1954 e produzida pela Fender até os dias de hoje.
O modelo apresenta double-cutaway (corte duplo), com o corte superior maior que o inferior para balancear o peso da guitarra. Este é um dos três modelos de guitarra mais famosos da história, juntamente com a Fender Telecaster e a Gibson Les Paul[carece de fontes?].
Ficou famosa por ter sido a guitarra de Jimi Hendrix, Eric Clapton, David Gilmour, Jeff Beck, Stevie Ray Vaughan, John Frusciante, Ritchie Blackmore, Mark Knopfler, Nile Rodgers, entre vários outros.
Assim como a Telecaster, a Stratocaster é uma guitarra versátil, podendo ser utilizada em boa parte dos estilos musicais, como o country, reggae, rock, pop, soul, R&B, blues, jazz, punk rock e heavy metal.

## História
As Fender Stratocaster chegaram às lojas na primavera de 1954, mas a primeira só foi vender no verão. Leo Fender doou os primeiros modelos da guitarra para uns guitarristas country do oeste para sua inauguração. E algo novo estava surgindo no country quando a Fender Stratocaster foi apresentada.
O design da Stratocaster tem sido copiado e modificado constantemente. É possível ver muitos modelos parecidos ou até mesmo com o mesmo design de outros fabricantes de guitarra.
Originalmente, a Stratocaster era feita na cor Sunburst de 2 cores, num corpo de Ash, braço em Maple (Carvalho americano)de peça única contendo 21 trastes, marcações estilo "bolinha" na escala e tarraxas Kluson até 1956, quando a Fender começou a utilizar Alder na produção dos corpos. Havia outras cores que não eram padrão e só eram feitas através de encomendas, até 1960. Esses modelos sob encomenda eram quase todos pintados com tinta automotiva produzida pela Dupont e encareciam a guitarra em 5%. O escudo de uma única camada, fixado com 8 parafusos permitiu que a parte eletrônica dos captadores ficasse protegida (expondo somente o jack/conector fêmea) e proporcionando uma proteção prática já que para ter acesso à fiação dos captadores só é preciso retirar o escudo. Subsequentemente o design da Stratocaster (da Fender e das cópias de outras marcas) melhorou bastante o som e a qualidade do instrumento mas as Fenders antigas, ou vintages, ainda têm um valor bem alto no mercado, pois são raras e muitos músicos preferem o timbre dos instrumentos vintage.
A Fender não sabe exatamente quantas Stratocasters foram produzidas desde o Verão de 54, quando a primeira foi vendida, mas a empresa diz que a Strato foi o início dos seus negócios. Através de seis décadas de mudanças culturais, musicais e tecnológicas, um design inovador nas mãos de guitarristas talentosíssimos ajudaram a Stratocaster não só a sobreviver, mas liderar. Pense em nomes como: Eric Clapton, Jeff Beck, Stevie Ray Vaughan, e claro, Jimi Hendrix.
O nome "Strat," apesar de ser registrado pela Fender Musical Instrument Corporation, é utilizado genericamente para se referir a qualquer modelo que remeta ao original, independente do produtor.
As cinco décadas da Fender Stratocaster inspiraram o jornalista Tom Wheeler a escrever o livro "The Stratocaster Chronicles", com fotos e depoimentos de designers, executivos de empresas e músicos sobre o modelo de instrumento.
Entre os anos 1982 e 1995, a Giannini, indústria brasileira de instrumentos musicais, produziu sob licença da Fender americana (e sob um rigoroso controle de qualidade) um modelo de guitarra Stratocaster e outro dos baixos Jazz Bass. A linha ficou conhecida como Southern Cross. O grande responsável por isso foi Carlos Assale, que anteriormente já tinha sido responsável pelas primeiras guitarras dignas desse nome no Brasil: as guitarras Dolphin.

## Caracterização sonora

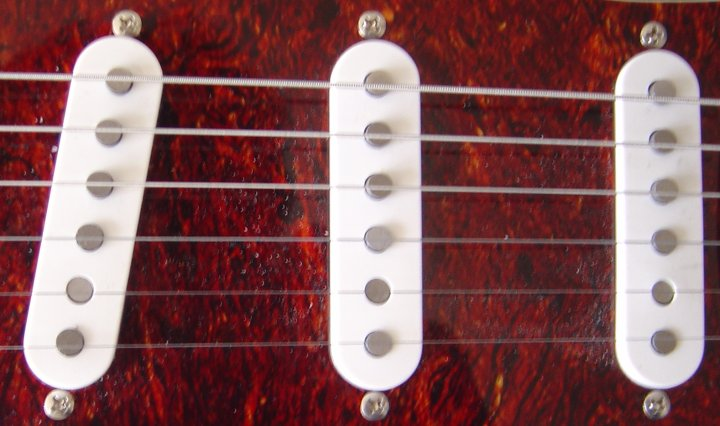
Captadores da Strato são, em geral, do tipo single-coil (captador de bobina simples).

As Stratocaster têm seu timbre "quack", caracterizado pela cavidade do trêmulo e sua parte/bloco de metal, sua madeira, seu corte, seus captadores e seu braço, mais longo do que as Gibson Les Paul e seu headstock (cabeça).
As madeiras usadas originalmente nas Stratocaster são ash e alder, mas atualmente cópias feitas por luthiers e outras empresas englobam madeiras como marupá, cedro, poplar, freijó, basswood, swamp ash e até mogno em alguns casos.
Vale lembrar que tanto a madeira quanto a densidade desta alteram muito o timbre da guitarra, dando um som mais fechado com o cedro, ou mais brilhante com um ash (dependendo da densidade deste, que varia muito). O modelo padrão da Stratocaster possui três captadores (ponte, meio e braço). Jimi Hendrix foi o pioneiro em posicionar o seletor de escolha destes captadores na posição intermediária selecionando assim o som de 2 ao mesmo tempo. Posteriormente a empresa alterou o seletor para que possibilitasse a escolha combinada de um ou dois captadores em 5 maneiras diferentes, proporcionando uma variedade enorme de timbres.

## Na cultura popular
Além de ser uma das guitarras Fender mais famosas, a Fender Stratocaster é a guitar controller (Controle Guitarra) oficial do jogo eletrônico Rock Band e Rock Band 2 além de suas expansões Rock Band Track Pack I e Rock Band Track Pack II.

## Usuários
A "Strato" (seu apelido no Brasil) tem uma longa lista de fãs convictos:
- Elvis Presley tocou na música What'd I Say no filme Viva Las Vegas

- Jimi Hendrix, que a imortalizou, estraçalhando a guitarra no palco, em sua despedida de Londres, em 1966.

- Stratocaster foi originalmente iconizada pelos Beatles, com George Harrison e John Lennon usando o modelo, no álbum Rubber Soul, em 1965. George Harrison, guitarrista dos Beatles, tinha uma Stratocaster que era originalmente azul, que comprou junto com John Lennon, e fez nela, sozinho, uma pintura psicodélica com os esmaltes de sua mulher, e a guitarra pode ser vista durante o Magical Mistery Tour, tendo notoriedade no clipe de I Am The Walrus. Desde então, a guitarra vem ganhando várias reproduções, feitas por pintores de maioria amadores.
- Richie Sambora , é outro fanático da Stratocaster! O ex-guitarrista dos Bon Jovi possui cerca de 60 guitarras Fender Stratocaster, na sua grande maioria são modelos vintage. Possui ainda, três guitarras Fender Stratocaster - RS Signature, nas cores Sunburst, Cherry Sunburst e Branco Pérola (estas duas últimas são SuperStrat custom, com pontes Floyd Rose).
- Mark Knopfler, guitarrista do Dire Straits é mais um dos guitarristas mais apaixonados por Stratocasters, e se imortalizou com sua Fender vermelha. Knopfler diz ter composto a música Sultans of Swing para ela.
- Tom DeLonge, guitarrista do Blink 182 que até antes de 2003 usava a Stratocaster. No princípio, a Stratocaster de Tom era equipada com um sistema tremolo American 2-Point mas foi trocada por uma ponte fixa.

- Na maioria das apresentações e álbuns do Nirvana, Kurt Cobain aparece tocando guitarras Fender - de vários modelos: Mustang, Telecaster, Jaguar e Stratocaster.
- Hillel Slovak, primeiro guitarrista do Red Hot Chili Peppers, era conhecido por tocar uma Fender na maioria de suas apresentações, além disso, ele aparece em uma de suas fotografias mais famosas tocando uma Fender Stratocaster, numa apresentação na Filadélfia, no ano de 1983.

- John Frusciante, guitarrista do Red Hot Chili Peppers, tem uma grande coleção de guitarras Fender. Sua favorita (E a mais utilizada em shows) é uma Fender Stratocaster Sunburst.

- John Norum do Europe é um grande fã das Stratos, usando durante os anos 80 e 90, voltando a utilizar nos últimos anos. Sua guitarra favorita é uma Fender Stratocaster 1965 de cor creme, já aposentada ao vivo, mas ainda usada em estúdio. Também possui uma Fender Stratocaster 1962 de cor creme, dada de presente em 1984 por Gary Moore.

- Eric Clapton que foi considerado o segundo melhor guitarrista da história pela revista norte-americana Rolling Stone, [2] possui quatro modelos de guitarras Fender Eric Clapton Fender Stratocaster, Baclie Fender, Brownie Fender e Daphine Blue Fender.

- David Gilmour sempre utilizou guitarras Stratocasters dentro e fora dos Pink Floyd.A mais emblemática guitarra será talvez a sua Blackstrat, com escudo negro e whammy bar encurtada. David possui na sua coleção uma Fender especial, de cor creme com ferragens douradas. Esta guitarra tem o número de série 0001, logo não é, necessariamente, a primeira a ser fabricada pela Fender, mesmo assim, é uma das mais antigas (e está em perfeita condição de uso) existentes, ela também tem outros fatores que a tornam especial, como a ponte, o plug do cabo e os captadores em dourado, e por causa dessa coloração da parte elétrica, a guitarra, talvez tenha sido feita numa ocasião especial, ou para algum empregado da fábrica, e também está assinada no braço dela "TG.54", o que supostamente devem significar "Taddeo Gomez 1954" e no corpo está assinado à mão "Mary 9.28.54". Raramente é utilizada em espetáculos devido a sua raridade e valor, mas pode ser vista no show comemorativo dos 50 anos da Fender Stratocaster em 2004.

- Dave Murray, guitarrista do Iron Maiden, sempre tocou com uma Fender Stratocaster que pertenceu a Paul Kossoff, onde a utilizou nos grandes álbuns e tours do Maiden.

- Janick Gers, guitarrista do Iron Maiden, dificilmente é visto tocando uma guitarra que não seja uma Fender Stratocaster.

- Yngwie Malmsteen, tem sido um usuário de longa data da Fender Stratocaster. Sua guitarra mais famosa é uma Fender Stratocaster 1972 de cor creme, apelidada de " O pato " por causa de seu acabamento amarelo e o Pato Donald adesivos no cabeçote.

- James Root, guitarrista da banda de Nu Metal Slipknot e ex integrante da banda de Post-grunge Stone Sour tem três modelos de guitarras da Fender, entre elas uma Strato.

- Um grande herói da Fender Stratocaster foi o guitarrista Ritchie Blackmore do Deep Purple, considerado por muitos fãs até hoje como o melhor tocador de Fender Stratocaster que já existiu.
- Hank B. Marvin, líder do Tha shadows foi o introdutor da guitarra Fender Stratocaster no Reino Unido no final de dácada de 1950. Cliff Richard importou o instrumento, depois que Marvin viu num catálogo da Fender Electric Instrument Manufacturing Company o guitarrista James Burton, líder da banda do cantor norte-americano Ricky Nelson (1940 – 1985) empunhando a famosa guitarra. Hank B. Marvin também se tornou o primeiro músico a liderar um grupo instrumental com guitarra solo, guitarra-base, baixo e bateria, a clássica formação criada pelo compositor e cantor estadunidense Buddy Holly. No DVD do show Final Tour (2004) o próprio Marvin conta como foi. Hank B. Marvin é amplamente celebrado como um dos maiores guitarristas de rock de todos os tempos. Ele influenciou, muito antes dos Beatles, vários músicos importantes como Jeff Beck, Jimmy Page, Bryan May, Eric Clapton, David Gilmour, Mark Knopfler e o próprio George Harrison.

### Imagens
|                                              |                                                                               |                          |                                                  |  |
| Eric Clapton tocando com uma de suas Strato. | Yngwie Malmsteen com o seu modelo mais famoso de guitarra criado pela Fender. | James Root e sua Strato. | Dave Murray do Iron Maiden e a sua Stratocaster. |  |

### Comentários de usuários famosos
- Eric Clapton, que tem mais de uma centena de Stratocasters, é contundente:

| “ | Experimentei quase todas as guitarras que foram feitas e sempre voltei para a Stratocaster. Ela é furiosa e, ainda assim, agradável. Crua e ao mesmo tempo pura. | ” |

- Keith Richards, prefere a Telecaster mas se dirige a Leo Fender no mesmo tom:

| “ | Eu só queria dizer obrigado a Deus por Leo Fender, que criou este maravilhoso instrumento para tocarmos. | ” |